# Ірландія на літніх Олімпійських іграх 1992
Ірландію на літніх Олімпійських іграх 1992 представляли 58 спортсменів у 12 видах спорту. Ірландські спортсмени здобули одну золоту і одну срібну нагороди та посіли 32 місце у загальному медальному заліку.

## Медалісти
| Медалі | Спортсмени    | Вид спорту | Дисципліна |
| ------ | ------------- | ---------- | ---------- |
| Золото | Майкл Каррут  | Бокс       | до 67 кг   |
| Срібло | Вейн Маккалоу | Бокс       | до 54 кг   |